# Vladimir Arsenjev

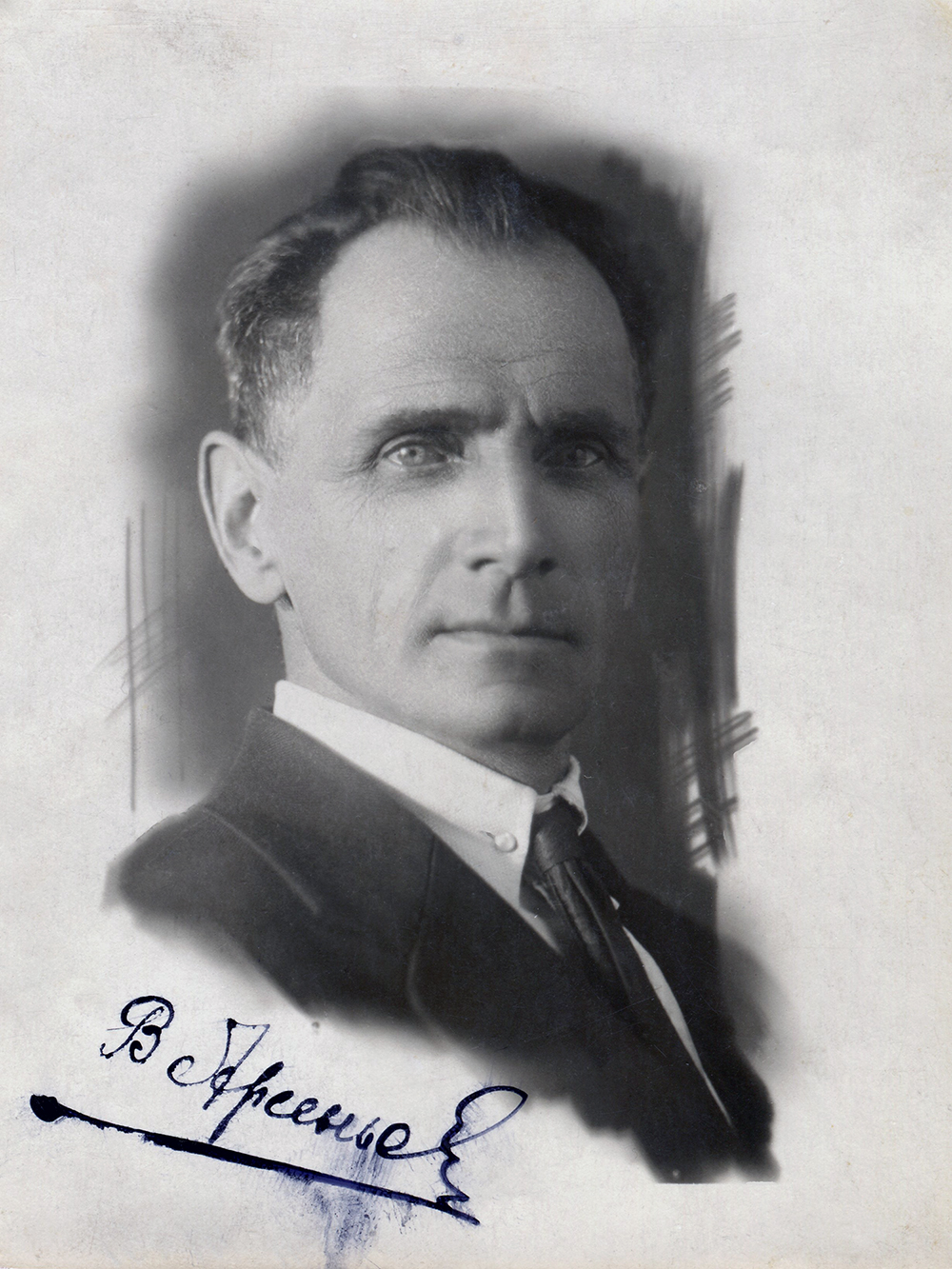
Vladimir Klavdijevitsj Arsenjev

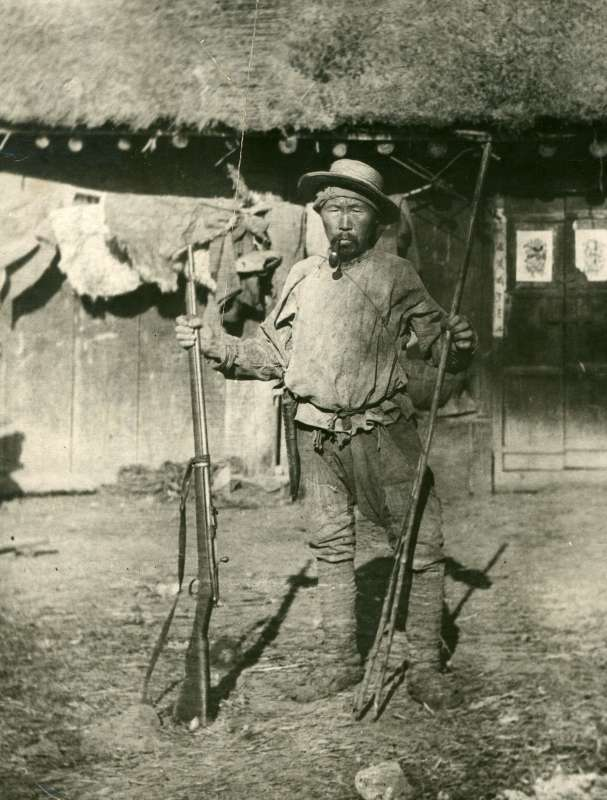
Foto Arsenjev van zijn vriend, gids en figuur in zijn werk: Dersoe Oezala

 Vladimir Klavdijevitsj Arsenjev  (Russisch: Владимир Клавдиевич Арсеньев) (Sint-Petersburg, 10 september 1872- Vladivostok, 4 september 1930) was een Russisch ontdekkingsreiziger en schrijver.

## Leven
De in het westen van Rusland geboren Arsenjev werd al van kindsbeen af geïntrigeerd door het verre oosten van het land. Nadat hij aanvankelijk een militaire opleiding volgde, kreeg hij na een overplaatsing naar Vladivostok de kans om zich toe te leggen op zijn grote interesse. Vanaf 1902 ondernam hij tot aan zijn dood twaalf grote expedities door het gebied tussen de Stille Oceaan en de rivier de Oessoeri, in het oosten van Siberië, een gebied waar tot die tijd nog zo goed als geen geografisch, etnologisch of ander onderzoek had plaatsgevonden. Hij deed als eerste onderzoek naar de planten- en de dierenwereld, de geografie en de topografie. Ook beschreef hij de nomadenstammen die er leefden, hun gebruiken en hun talen. 
In 1930 stierf Arsenjev aan een longontsteking, opgelopen in de taiga. Hoewel Arsenjev zich steeds apolitiek opstelde, zijn werk deed los van de wisselende regimes en ontwikkelingen als de Russisch-Japanse Oorlog in 1905 of de Russische Revolutie, viel zijn werk toch in ongenade bij de Sovjetautoriteiten, en liep er tijdens zijn overlijden een arrestatiebevel. Zijn vrouw werd tijdens de grote zuiveringen in 1938 gearresteerd als Japanse spion en na een verhoor van tien minuten direct geëxecuteerd. In 1949 werd Arsenjev gerehabiliteerd.

## Werk
Arsenjev schreef meer dan zestig boeken. Ondanks dat hij geen geschoold wetenschapper was, is zijn bijdrage aan de geologie en etnologie van Siberië groot te noemen, niet in de laatste plaats door de enorme verzameling van uniek feitenmateriaal. Maar ook los van het wetenschappelijke is het werk van Arsenjev van grote waarde. Veel van zijn werk heeft meer van reisbeschrijvingen dan van wetenschappelijk onderzoek. Hij beschreef vanuit een grote betrokkenheid en zonder politieke of economische bijbedoelingen een wereld die inmiddels al lang niet meer bestaat. Zijn bekendste boek is Dersu Uzala, de taigajager (1923), met natuurschilderingen van hoog literair niveau en treffende beschrijvingen van de nomadische, inheemse jagersbevolking (de Nanai en Oedegeïers). Zijn werk werd in de jaren twintig geroemd door de schrijvers Maksim Gorki en Michail Prisjvin.

## Trivia
- In 1975 maakte de Japanse cineast Akira Kurosawa een film over de expedities van Arsenjev, “Oezala de krijger”, die in dat jaar de Oscar kreeg voor beste buitenlandse film.
- Aan Arsenjev herinneren meerdere geografische plaatsen in Oostelijk Siberië, waaronder een gletsjer, een vulkaan en de gelijknamige stad Arsenjev, waar zich thans ook een museum over Arsenjev bevindt.